# Barbus cyri
Barbus cyri (Synonym Barbus goktchaicus) ist eine endemische Barbenart im Sevansee und seinen Zuflüssen in Armenien. Die Art ist in der Roten Liste der Armenischen SSR als  gefährdet eingestuft. Mit dem Ende des Massentourismus aus Sowjetzeiten und der damit verbundenen Verbesserung der Wasserqualität des Sees haben sich die Bestände soweit erholt das der Fisch wieder in Restaurants als Fischgericht angeboten wird.